# Euphorbia isacantha
Euphorbia isacantha är en törelväxtart som beskrevs av Ferdinand Albin Pax. Euphorbia isacantha ingår i släktet törlar, och familjen törelväxter. Inga underarter finns listade i Catalogue of Life.